# Aldemunde
Aldemunde (llamada oficialmente Santa María Madanela de Aldemunde) es una parroquia española del municipio de Carballo, en la provincia de La Coruña, Galicia.

## Otras denominaciones
La parroquia también es conocida por el nombre de Santa María Madalena de Aldemunde o Santa María Magdalena de Aldemunde.

## Entidades de población
Entidades de población que forman parte de la parroquia:
- A Lagarteira.
- Aldemunde de Arriba
- Cadaveira (A Cadaveira).
- Fuente (A Fonte)
- O Gonzalves
- Tares.

## Demografía
| Gráfica de evolución demográfica de Aldemunde entre 1999 y 2019 |
|                                                                 |
| Datos según el nomenclátor publicado por el INE y el IGE.       |